# Ajuntament de Benissanet
L'Ajuntament de Benissanet és la casa consistorial del municipi de Benissanet (Ribera d'Ebre), una obra inclosa en l'Inventari del Patrimoni Arquitectònic de Catalunya. Situat dins del nucli urbà de la població de Benissanet, a la banda de migdia del terme, formant cantonada entre els carrers del Bonaire i de la Verdura, al costat de l'Església de Sant Joan Baptista.

## Descripció

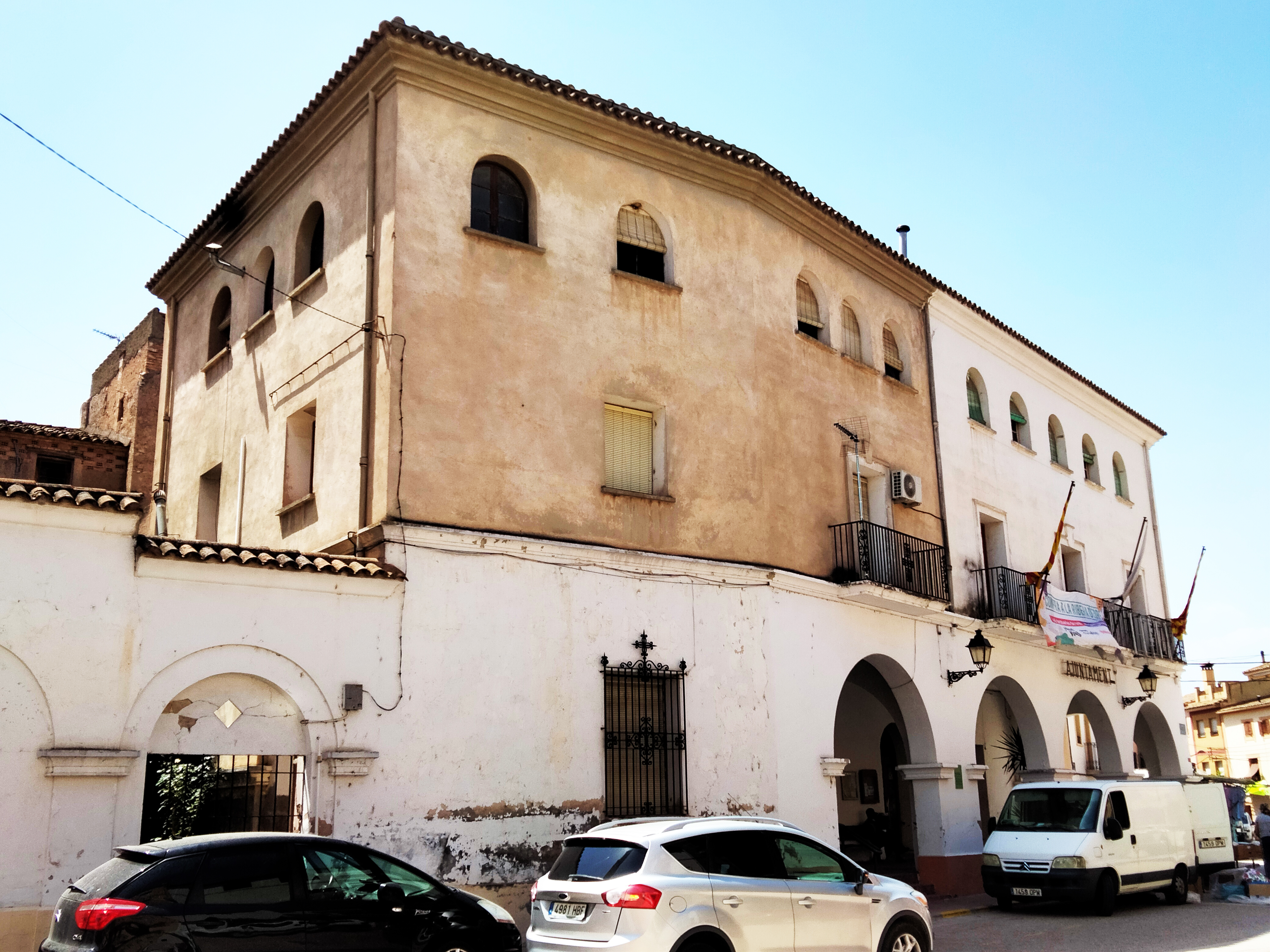
La rectoria, amb l'Ajuntament a la dreta

És un edifici cantoner de planta més o menys rectangular, amb la coberta de teula de quatre vessants i distribuït en planta baixa i dos pisos. La façana principal, orientada al carrer del Bonaire, presenta un porxo d'arcs de mig punt emblanquinats amb les impostes motllurades, que dona accés tant a l'interior de l'ajuntament com de la rectoria, ubicada a l'extrem de llevant de la construcció. Els portals són d'arc de mig punt emblanquinats també. La resta d'obertures de la planta baixa són rectangulars, les més destacables amb els ampits motllurats sostinguts amb petites mènsules. La finestra de la rectoria presenta una reixa de ferro treballada rematada amb una creu grega. Les obertures del primer pis són rectangulars amb els emmarcaments motllurats, i tenen sortida a balcons exempts amb les llosanes motllurades i baranes de ferro decorades. Tant el balcó central de l'ajuntament com el de la rectoria presenten una clau decorativa al bell mig de l'emmarcament de les obertures. Per acabar, les obertures dels pisos superiors es corresponen amb badius de mig punt, amb els ampits motllurats. Tota la construcció està rematada per una àmplia cornisa motllurada. La resta de façanes de la construcció són força més senzilles i pràcticament no presenten cap element decoratiu destacable.
La construcció presenta els paraments arrebossats i emblanquinats.